# Les Essards (Charente)
Les Essards é uma comuna francesa na região administrativa da Nova Aquitânia, no departamento de Charente. Estende-se por uma área de 8,98 km². Em 2010 a comuna tinha 197 habitantes (densidade: 21,9 hab./km²).